# Carlos Berlocq
Carlos Alberto Berlocq (Chascomús, 3 febbraio 1983) è un allenatore di tennis ed ex tennista argentino.
In singolare, vanta due titoli ATP su tre finali disputate ed è stato numero 37 della classifica mondiale il 19 marzo 2012. In doppio ha conquistato due tornei e ha raggiunto la posizione numero 50 del ranking il 6 giugno del 2011. Ha fatto parte della squadra argentina che ha vinto per la prima volta la Coppa Davis nell'edizione del 2016.

## Carriera tennistica
Berlocq comincia a giocare a tennis all'età di quattro anni. Nel 2004 Carlos disputa 6 finali consecutive nell'ambito dell'ITF Men's Circuit vincendone 3, in Argentina, Francia e Slovenia. Gioca inoltre la sua prima finale nel Challenger a Manta, in Ecuador, perdendo contro Giovanni Lapentti.
Verso la fine del 2005, grazie ai risultati conseguiti nel circuito Challenger, Berlocq enta per la prima volta nelle prime 100 posizioni del ranking ATP. Quell'anno inoltre si qualifica al tabellone principale dell'ATP di Stoccarda, perdendo però al primo turno contro Răzvan Sabău, e nel doppio in quello di Bucarest, insieme a Mariano Puerta.
La prima vittoria in un torneo dell'ATP Tour arriva nel marzo 2006 sul cemento del Masters Series di Miami, terreno non tra i favoriti dell'argentino, battendo per 6–0, 6–0 la giovane wild card statunitense Donald Young, ma perdendo nel turno successivo contro James Blake per 0–6, 0–6. Nell'agosto successivo a Sopot, sconfiggendo Philipp Kohlschreiber e Lukáš Dlouhý, vince per la prima volta due incontri consecutivi in un torneo del circuito maggiore.
Il 5 febbraio 2012 raggiunge la sua prima finale nel circuito maggiore al torneo ATP 250 di Viña del Mar, dove viene sconfitto in tre set dalla testa di serie n. 1 Juan Mónaco. Il 14 luglio 2013 vince lo Swedish Open battendo in finale in due set lo spagnolo Verdasco. È il suo primo titolo ATP in carriera. Il secondo lo conquista il 5 maggio 2014 al torneo dell'Estoril imponendosi nell'atto conclusivo, in rimonta, sulla testa di serie n. 1 e ottavo giocatore del mondo Tomáš Berdych.
Fa parte della squadra argentina che vince la sua prima Coppa Davis nell'edizione del 2016. Contribuisce al trionfo imponendosi in doppio in coppia con Renzo Olivo nella sfida dei quarti di finale vinta 3–2 con la Polonia.
Negli ultimi anni di attività gioca prevalentemente nel circuito Challenger, dove è ancora competitivo fino ai 35 anni.
Il 23 dicembre 2019 annuncia il ritiro dall'attività agonistica a 36 anni.

## Statistiche

### Singolare

#### Vittorie (2)
| Legenda                   |
| Grande Slam (0)           |
| ATP World Tour Finals (0) |
| ATP Masters 1000 (0)      |
| ATP World Tour 500 (0)    |
| ATP World Tour 250 (2)    |

| N. | Data           | Torneo               | Superficie  | Avversario in finale | Punteggio     |
| 1. | 14 luglio 2013 | Swedish Open, Båstad | Terra rossa | Fernando Verdasco    | 7-5, 6-1      |
| 2. | 4 maggio 2014  | Estoril Open, Oeiras | Terra rossa | Tomáš Berdych        | 0-6, 7-5, 6-1 |

#### Finali perse (1)
| Legenda                   |
| Grande Slam (0)           |
| ATP World Tour Finals (0) |
| ATP Masters 1000 (0)      |
| ATP World Tour 500 (0)    |
| ATP World Tour 250 (1)    |

| N. | Data            | Torneo                        | Superficie  | Avversario in finale | Punteggio        |
| 1. | 5 febbraio 2012 | Chile Open, Santiago del Cile | Terra rossa | Juan Mónaco          | 3-6, 7-6(1), 1-6 |

### Doppio

#### Vittorie (2)
| Legenda                        |
| Grande Slam (0)                |
| ATP World Tour Finals (0)      |
| ATP World Tour Master 1000 (0) |
| ATP World Tour 500 Series (0)  |
| ATP World Tour 250 Series (2)  |

| N. | Data           | Torneo                             | Superficie  | Compagno        | Avversari in finale                | Punteggio        |
| 1. | 18 luglio 2010 | Stuttgart Open, Stoccarda          | Terra rossa | Eduardo Schwank | Christopher Kas Philipp Petzschner | 7-6(5), 7-6(6)   |
| 2. | 8 agosto 2015  | Austrian Open Kitzbühel, Kitzbühel | Terra rossa | Nicolás Almagro | Robin Haase Henri Kontinen         | 5-7, 6-3, [11-9] |

#### Finali perse (5)
| Legenda                                                       |
| Grande Slam (0)                                               |
| Tennis Masters Cup / ATP World Tour Finals (0)                |
| Masters Series / ATP World Tour Master 1000 (0)               |
| ATP International Series Gold / ATP World Tour 500 Series (1) |
| ATP International Series / ATP World Tour 250 Series (4)      |

| N. | Data            | Torneo                        | Superficie  | Compagno             | Avversari in finale                | Punteggio         |
| 1. | 20 luglio 2008  | Croatia Open Umag, Umago      | Terra rossa | Fabio Fognini        | Michal Mertiňák Petr Pála          | 6-2, 3-6, [5-10]  |
| 2. | 23 ottobre 2011 | Kremlin Cup, Mosca            | Cemento     | David Marrero        | Filip Polášek František Čermák     | 3-6, 1-6          |
| 3. | 5 febbraio 2012 | Chile Open, Santiago del Cile | Terra rossa | Pablo Andújar        | Frederico Gil Daniel Gimeno Traver | 6-1, 5-7, [10-12] |
| 4. | 7 ottobre 2012  | China Open, Pechino           | Cemento     | Denis Istomin        | Bob Bryan Mike Bryan               | 3-6, 2-6          |
| 5. | 14 luglio 2013  | Swedish Open, Båstad          | Terra rossa | Albert Ramos Viñolas | Nicholas Monroe Simon Stadler      | 2-6, 6-3, [3-10]  |

### Tornei minori

#### Singolare

##### Vittorie (19)
| Legenda tornei minori |
| Challenger (19)       |

| N.  | Data              | Torneo                                              | Superficie  | Avversario in finale | Punteggio             |
| 1.  | 29 maggio 2005    | Sporting Challenger, Torino                         | Terra rossa | Alessio Di Mauro     | 7-5, 6-1              |
| 2.  | 21 agosto 2005    | Internazionali del Friuli Venezia Giulia, Cordenons | Terra rossa | Jérôme Haehnel       | 7-6(4), 6-4           |
| 3.  | 27 novembre 2005  | Buenos Aires Challenger, Buenos Aires               | Terra rossa | Diego Hartfield      | 7-5, 3-6, 6-4         |
| 4.  | 26 novembre 2006  | Naples Challenger, Naples                           | Terra verde | Pablo Cuevas         | 6-3, 7-5              |
| 5.  | 25 marzo 2007     | Open Barletta, Barletta                             | Terra rossa | Werner Eschauer      | 3-6, 7-6(7), 2-0 rit. |
| 6.  | 8 luglio 2007     | Sporting Challenger, Torino (2)                     | Terra rossa | Boris Pašanski       | 6-4, 6-2              |
| 7.  | 27 giugno 2010    | Reggio Emilia Challenger, Reggio Emilia             | Terra rossa | Pablo Andújar        | 2-6, 6-0, 7-6(1)      |
| 8.  | 11 luglio 2010    | San Benedetto Tennis Cup, San Benedetto del Tronto  | Terra rossa | Daniel Gimeno Traver | 6-3, 4-6, 6-4         |
| 9.  | 19 settembre 2010 | Internazionali Città di Todi, Todi                  | Terra rossa | Marcel Granollers    | 6-3, 6-4              |
| 10. | 3 luglio 2011     | Sporting Challenger, Torino (3)                     | Terra rossa | Albert Ramos Viñolas | 6-4, 6-3              |
| 11. | 18 settembre 2011 | Internazionali dell'Umbria, Todi (2)                | Terra rossa | Filippo Volandri     | 6-3, 6-1              |
| 12. | 10 ottobre 2011   | Sicilia Classic, Palermo                            | Terra rossa | Adrian Ungur         | 6-1, 6-1              |
| 13. | 13 novembre 2011  | Challenger de Buenos Aires, Buenos Aires            | Terra rossa | Gastão Elias         | 6-1, 7-6              |
| 14. | 20 novembre 2011  | Uruguay Open, Montevideo                            | Terra rossa | Máximo González      | 6-2, 7-5              |
| 15. | 28 settembre 2014 | Aberto do Rio Grande do Sul, Porto Alegre           | Terra rossa | Diego Schwartzman    | 6-4, 4-6, 6-0         |
| 16. | 11 ottobre 2015   | IS Open de Tenis, São Paulo                         | Terra rossa | Kimmer Coppejans     | 6-3, 6-1              |
| 17. | 19 giugno 2016    | Internationaux de Blois, Blois                      | Terra rossa | Steve Darcis         | 6-2, 6-0              |
| 18. | 26 novembre 2017  | Rio Tennis Classic, Rio de Janeiro                  | Terra rossa | Jaume Munar          | 6-4, 2-6, 3-0 rit.    |
| 19. | 7 aprile 2018     | Panama Challenger, Panama                           | Terra rossa | Blaž Rola            | 6-2, 6-0              |

##### Finali perse (7)
| Legenda tornei minori |
| Challenger (7)        |

| N. | Data              | Torneo                              | Superficie  | Avversario in finale | Punteggio         |
| 1. | 15 agosto 2004    | Trofeo Manta Open, Manta            | Cemento     | Giovanni Lapentti    | 7-6(2), 3-6, 4-6  |
| 2. | 3 luglio 2005     | Biella Challenger, Biella           | Terra rossa | Irakli Labadze       | 6(4)-7, 4-6       |
| 3. | 17 settembre 2006 | Belém Challenger, Belém             | Terra rossa | Guillermo Cañas      | 6-4, 2-6, 6(10)-7 |
| 4. | 6 gennaio 2008    | Aberto de São Paulo, San Paolo      | Cemento     | Thiago Alves         | 4-6, 6-3, 5-7     |
| 5. | 18 maggio 2008    | Zagreb Open, Zagabria               | Terra rossa | Christophe Rochus    | 3-6, 4-6          |
| 6. | 13 settembre 2009 | Genoa Open Challenger, Genova       | Terra rossa | Alberto Martín       | 3-6, 3-6          |
| 7. | 30 maggio 2010    | Alessandria Challenger, Alessandria | Terra rossa | Björn Phau           | 6(6)-7, 6-2, 2-6  |

#### Doppio

##### Vittorie (3)
| Legenda tornei minori |
| Challenger (3)        |

| N. | Data             | Torneo                        | Superficie  | Compagno                 | Avversari in finale                      | Punteggio            |
| 1. | 7 agosto 2005    | Trani Cup, Trani              | Terra rossa | Cristian Villagrán       | Giorgio Galimberti Bartolomé Salvá-Vidal | 4-6, 6-2, 6-4        |
| 2. | 11 novembre 2007 | Asunción Challenger, Asunción | Terra rossa | Martín Vassallo Argüello | Adrián García Jeff Tarango               | 7-5, 6(5)-7, [13-11] |
| 3. | 6 luglio 2008    | Sporting Challenger, Torino   | Terra rossa | Frederico Gil            | Tomáš Cibulec Jaroslav Levinský          | 6-4, 6-3             |

##### Finali perse (5)
| Legenda tornei minori |
| Challenger (5)        |

| N. | Data             | Torneo                                                            | Superficie  | Compagno                 | Avversari in finale            | Punteggio        |
| 1. | 23 novembre 2003 | Torneio Internacional de Tênis Campos do Jordão, Campos do Jordão | Cemento     | Miguel Gallardo          | Rik De Voest Giovanni Lapentti | 1-6, 5-7         |
| 2. | 3 luglio 2005    | Biella Challenger, Biella                                         | Terra rossa | Ricardo Mello            | Gabriel Trifo Tom Vanhoudt     | 4-6, 6-4, 4-6    |
| 3. | 20 novembre 2005 | Brazil Challenger, Aracaju                                        | Terra rossa | Martín Vassallo Argüello | Máximo González Sergio Roitman | 4-6, 7-6(7), 3-6 |
| 4. | 19 novembre 2006 | Asunción Challenger, Asunción                                     | Terra rossa | Martín Vassallo Argüello | Tomas Behrend André Ghem       | 6-3, 3-6, [3-10] |
| 5. | 21 gennaio 2007  | La Serena Open, La Serena                                         | Terra rossa | Brian Dabul              | Marc López Simone Vagnozzi     | 6-3, 3-6, [1-10] |